# Hans V. Engström
Hans Vollart Engström (født 24. februar 1949, død 5. august 2014) var en svensk skuespiller, der primært medvirkede i tv-serier. Han blev bedst kendt for sine rolle som Uno i Rederiet, der blev sendt fra 1992 til 2002.
Engström uddannede sig oprindeligt til tømrer, men besluttede i sidste ende at fokusere på skuespil. Han studerede på Calle Flygare Teaterskola og senere på Teaterhögskolan i Stockholm fra 1968 til 1971.
Engström døde den 5. august 2014, 65 år gammel. Han ligger begravet på Skogskyrkogården i Stockholm.

## Udvalgt filmografi
- Konfrontation (tv-film, 1969)
- Tjocka släkten (tv-serie, 1975)
- Mamma (1982)
- Korset (tv-serie, 1985)
- Storstad (tv-serie, 1991)
- Rederiet (tv-serie, 1992-2002)
- Beck (tv-serie, 2007)